# Medlica
Medlica je motno steklo v fotoaparatu, na katerem uporabnik skozi iskalo opazuje motiv. Obstaja veliko vrst medlic, ki so lahko fiksne ali izmenljive, čiste ali v kombinaciji z daljinomerom, mikroprizmo, mrežo in podobnimi elementi, ki pomagajo fotografu pri kompoziciji in ostrenju.